# Модібо Маїга
Модібо Маїга (фр. Modibo Maïga, нар. 3 вересня 1987, Бамако) — малійський футболіст, нападник саудівського клубу «Аль-Наср» (Ер-Ріяд) та національної збірної Малі.

## Клубна кар'єра
Народився 3 вересня 1987 року в місті Бамако. Вихованець футбольної школи клубу «Стад Малієн» з рідного міста. Дорослу футбольну кар'єру розпочав 2003 року в основній команді того ж клубу, в якій провів один сезон, взявши участь лише у 3 матчах чемпіонату.
Протягом 2004–2006 років захищав кольори марокканської «Раджі» (Касабланка), разом з якою виграв Кубок Марокко та Арабську лігу чемпіонів. 
Своєю грою за останню команду привернув увагу представників тренерського штабу клубу «Ле-Ман», до складу якого приєднався 2007 року. Відіграв за команду з Ле-Мана наступні три сезони своєї ігрової кар'єри. Більшість часу, проведеного у складі «Ле-Мана», був основним гравцем атакувальної ланки команди.
Влітку 2010 року уклав контракт з «Сошо», у складі якого провів наступні два роки своєї кар'єри гравця. Граючи у складі «Сошо» також здебільшого виходив на поле в основному складі команди і був одним з головних бомбардирів команди, маючи середню результативність на рівні 0,41 голу за гру першості.
До складу клубу «Вест Гем Юнайтед» приєднався 17 липня 2012 року. Наразі встиг відіграти за клуб з Лондона 17 матчів в національному чемпіонаті.

## Виступи за збірну
2007 року дебютував в офіційних матчах у складі національної збірної Малі. 
У складі збірної був учасником Кубка африканських націй 2010 року в Анголі, Кубка африканських націй 2012 року у Габоні та Екваторіальній Гвінеї, на якому команда здобула бронзові нагороди, та Кубка африканських націй 2013 року у ПАР.
Наразі провів у формі головної команди країни 50 матчів, забивши 11 голів.

## Досягнення
- Володар Кубка Марокко (1) : 2005
- Переможець Арабської ліги чемпіонів (1) : 2006
- Володар Кубка Чемпіонів Таїланду (1): 2019

Збірні
- Бронзовий призер Кубка африканських націй: 2012, 2013